# Economia da Argélia

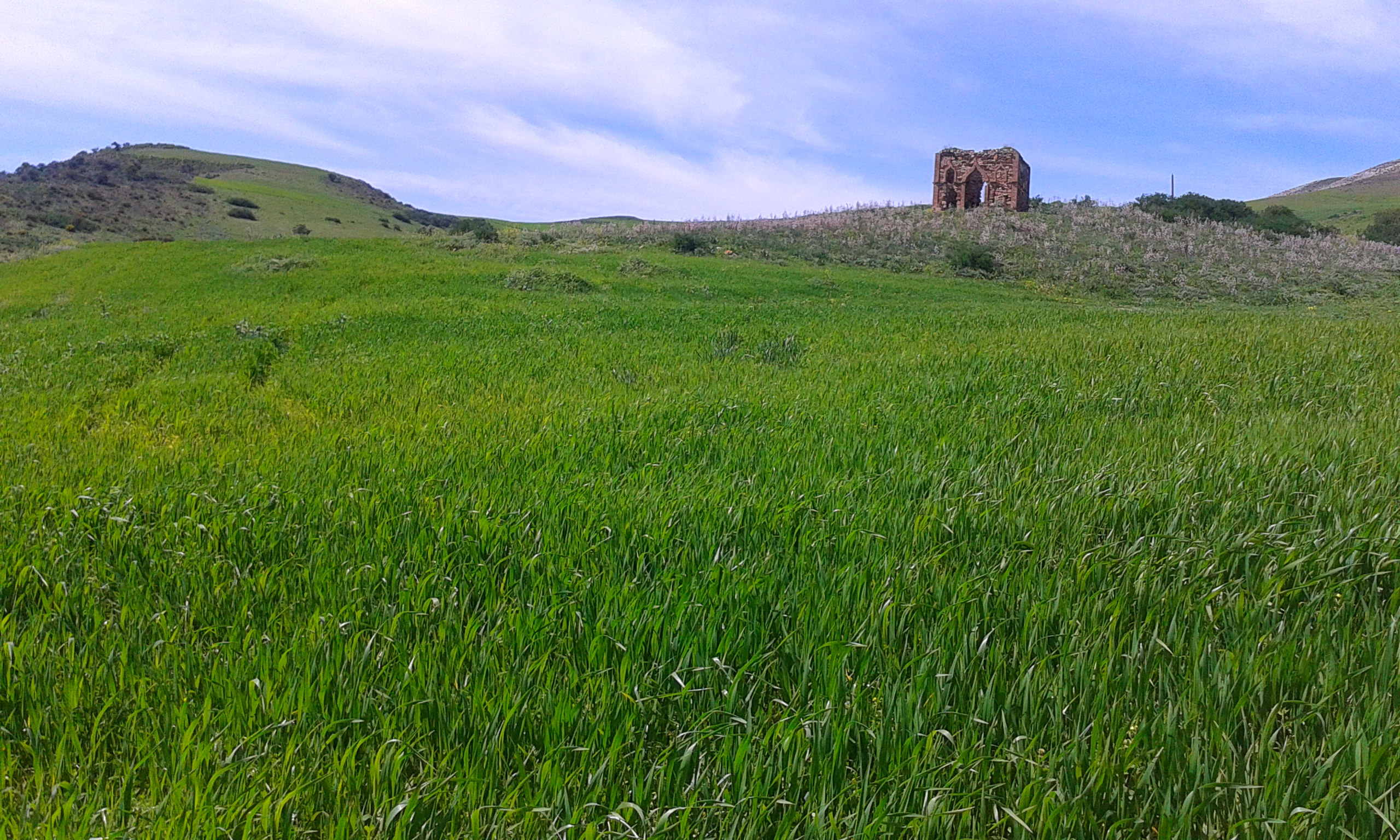
Campos de trigo, Guelma, Argélia

O sector dos hidrocarbonetos é o pilar da economia da Argélia, sendo responsável por cerca de 60% das receitas orçamentais, 30% do PIB e mais de 95% das receitas de exportação. A Argélia tem as quintas maiores reservas de gás natural do mundo e é o segundo maior exportador de gás. É ainda o 14º país com maiores reservas de petróleo.
Os indicadores financeiros e económicos do país  melhoraram durante meados da década de 1990, em parte devido às reformas apoiadas pelo FMI e aos reajustes na dívida feitos pelo Clube de Paris. As finanças argelinas em 2007 e 2008 beneficiaram dos aumentos nos preços do petróleo e de uma política fiscal apertada por parte do governo, que levou a um grande aumento no excedente comercial, a máximos históricos nas reservas de divisas e a uma redução na dívida externa. Os esforços do governo para diversificar a economia através da atração de investimento estrangeiro e doméstico fora do sector energético tem tido pouco sucesso na redução do elevado nível de desemprego e na melhoria do nível de vida. Em 2008, o governo assinou um Tratado de Associação com a União Europeia que irá, eventualmente, baixar as tarifas e aumentar as trocas comerciais.
Em 2010, a economia argelina cresceu 3,8%, ligeiramente acima dos 2,9% em 2012. Excluindo hidrocarbonetos, o crescimento foi estimado em 7,8% (contra 5,7% em 2012). A inflação está a aumentar e é estimado em 7,9% (contra 4,59% em 2012). Apesar do bom desempenho das autoridades financeiras, graças às reformas de modernização, o déficit orçamental passou para 2,7% do PIB em 2014, devido à continuação da política fiscal expansionista iniciada em 2010 para atender às demandas sociais fortes em termos de poder de compra, emprego e habitação.

## Comércio exterior
Em 2020, o país foi o 60º maior exportador do mundo (US $ 34,7 bilhões, 0,2% do total mundial). Na soma de bens e serviços exportados, chega a US $ 37,5 bilhões, ficando em 62º lugar mundial. Já nas importações, em 2019, foi o 57º maior importador do mundo: US $ 40,4 bilhões.

## Setor Primário

### Agricultura
A Argélia produziu, em 2018:
- 4,6 milhões de toneladas de batata (17º maior produtor do mundo);
- 3,9 milhões de toneladas de trigo;
- 2 milhões de toneladas de melancia (6º maior produtor do mundo);
- 1,9 milhão de toneladas de cevada (18º maior produtor do mundo);
- 1,4 milhão de toneladas de cebola (16º maior produtor do mundo);
- 1,3 milhão de toneladas de tomate (18º maior produtor do mundo);
- 1,1 milhão de toneladas de laranja (14º maior produtor do mundo);
- 1 milhão de toneladas de tâmara (4º maior produtor do mundo, perdendo apenas para Egito, Arábia Saudita e Irã);
- 860 mil toneladas de azeitona (6º maior produtor do mundo);
- 651 mil toneladas de pimentão;
- 502 mil toneladas de uva;
- 431 mil toneladas de cenoura;
- 388 mil toneladas de abóbora;
- 262 mil toneladas de tangerina;
- 242 mil toneladas de damasco (4º maior produtor do mundo, perdendo apenas para Turquia, Irã e Uzbequistão);
- 207 mil toneladas de couve-flor e brócolis;
- 202 mil toneladas de alho;
- 200 mil toneladas de pera;
- 193 mil toneladas de pepino;
- 190 mil toneladas de pêssego;
- 186 mil toneladas de ervilha;
- 181 mil toneladas de beringela;
- 124 mil toneladas de alcachofra (5º maior produtor do mundo, perdendo apenas de Itália, Egito, Espanha e Peru);
- 118 mil toneladas de aveia;
- 111 mil toneladas de ameixa (20º maior produtor do mundo);
- 109 mil toneladas de figo (4º maior produtor do mundo, perdendo apenas para Turquia, Egito e Marrocos);

Além de produções menores de outros produtos agrícolas.

#### Pecuária
Na pecuária, a Argélia produziu, em 2019, 2,5 bilhões de litros de leite de vaca; 264 mil toneladas de carne de frango; 146 mil toneladas de carne bovina, entre outros.

## Setor secundário

### Indústria
O Banco Mundial lista os principais países produtores a cada ano, com base no valor total da produção. Pela lista de 2019, a Argélia tinha a 43ª indústria mais valiosa do mundo (US $ 40,7 bilhões).
Em 2019, a Argélia era o 39ª maior produtor de veículos do mundo (60 mil) e não produzia aço. O país foi o 9º maior produtor mundial de azeite de oliva em 2018.

### Energia
Nas energias não-renováveis, em 2020, o país era o 17º maior produtor de petróleo do mundo, 1,1 milhão de barris/dia. Em 2019, o país consumia 454 mil barris/dia (34º maior consumidor do mundo). O país foi o 17º maior exportador de petróleo do mundo em 2014 (798,9 mil barris/dia). Em 2015, a Argélia era o 11º maior produtor mundial de gás natural, 83,0 bilhões de m³ ao ano. Em 2015 era o 7º maior exportador mundial de gás (43,4 bilhões de m³ ao ano)  O país não produz carvão.
Nas energias renováveis, em 2020, a Argélia não produzia energia eólica, e era o 47º maior produtor de energia solar do mundo, com 0,4 GW de potência instalada.

### Mineração
Em 2019, o país era o 17º maior produtor mundial de gipsita. e o 19º maior produtor mundial de fosfato.

## Setor terciário

### Turismo
O turismo no país é reduzido. Em 2017, a Argélia foi visitada por 2,4 milhões de turistas internacionais. As receitas do turismo, neste ano, foram de US $ 0,1 bilhões.